# Olja Ivanjicki
Olja (Olga) Ivanjicki (serbio cirílico: Оља Ивањицки, pronunciado [ɔ̝̂ʎun iv̞unɲǐt͡esquíː]; 10 de mayo de 1931, Pančevo – 24 de junio de 2009, Belgrado) fue una pintora, poeta y escultora serbia. Es una de las artistas yugoslavas más populares del siglo XX.

## Vida, obras y premios

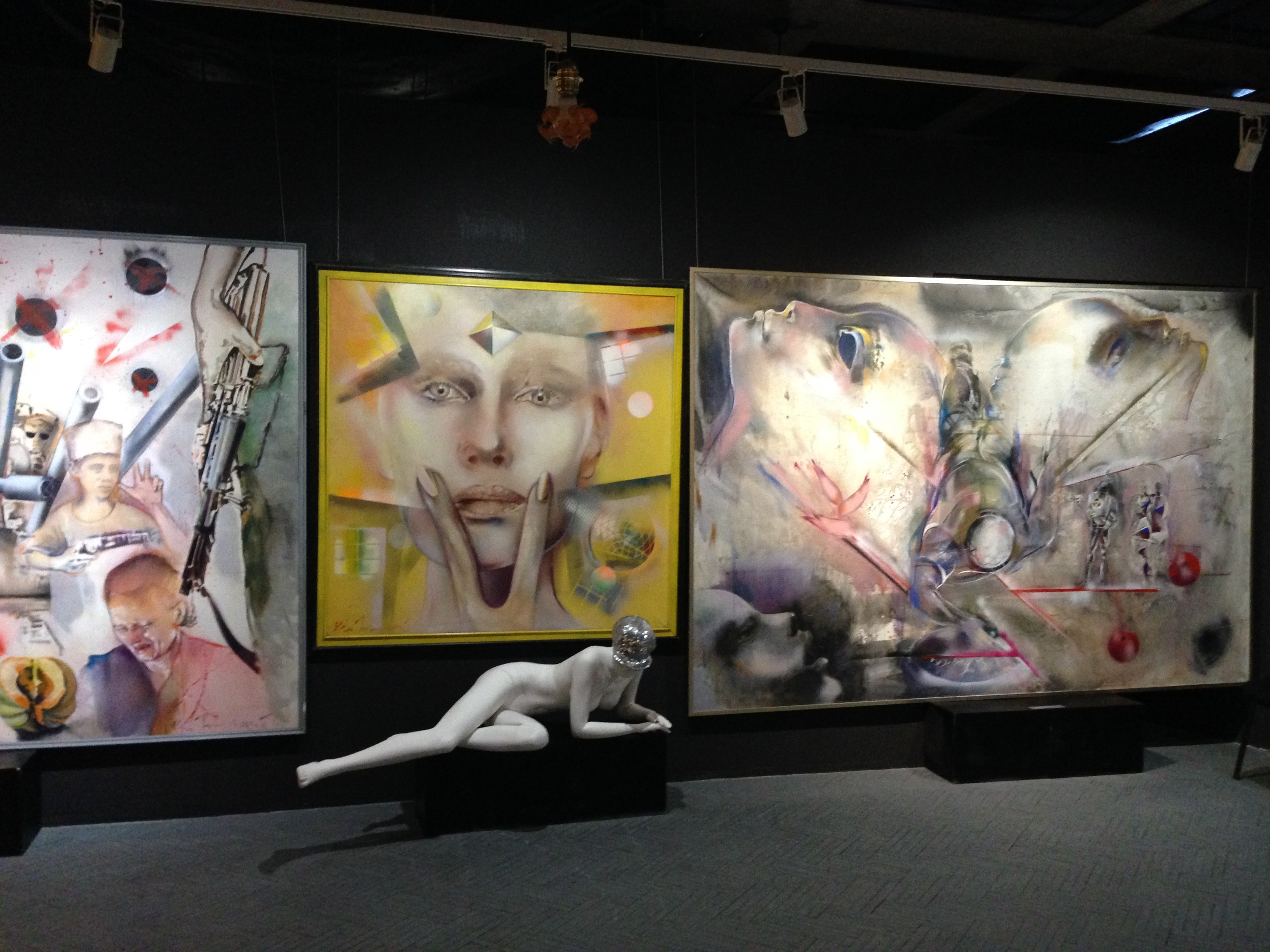
Legado de Ivanjicki en el Museo Histórico de Serbia, 2017

Olga Ivanjicki, hija de emigrantes rusos nació en Pančevo, Vojvodina. Estudió en la Academia de Bellas Artes en Belgrado, graduándose en 1957, y en ese mismo año fundó el grupo de arte MEDIALA Belgrado, junto a pintores, escritores y arquitectos como Leonid Šejka, Vladimir Veličković, Ljubomir Popović, Miodrag Đurić y algunas otras personalidades. Ivanjicki fue la única mujer del grupo en su fundación. En 1962, obtiene una beca de la Fundación Ford para proseguir sus estudios de arte en Estados Unidos, y en 1978 fue una de las artistas seleccionadas en el programa Fulbright para artistas en residencia en la Escuela de Diseño de Rhode Island.
Ha realizado alrededor de noventa exposiciones individuales y participado en numerosas exposiciones en grupos nacionales e internacionales. Sus obras se encuentran en muchos museos, galerías y colecciones privadas en todo el mundo. La pintura de Ivanjicki tiene influencias del simbolismo, surrealismo, arte pop y arte fantástico. En el curso de su carrera recibió premios como el Premio Vuk por toda su carrera (Vukova nagrada, 1988) y el Sedmojulska nagrada en 1988.